# Amstelhof (gebouw)

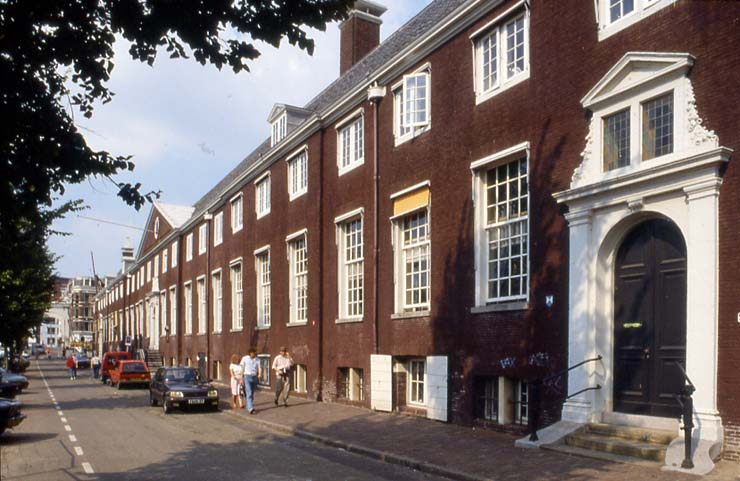
De Amstelhof

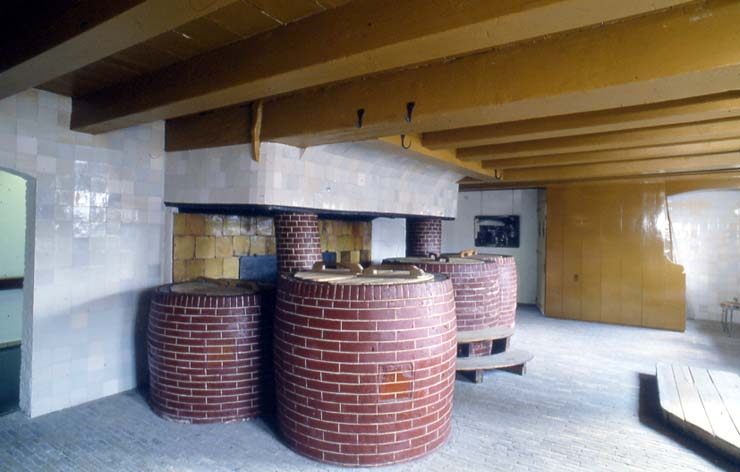
De historische keuken van de Amstelhof.

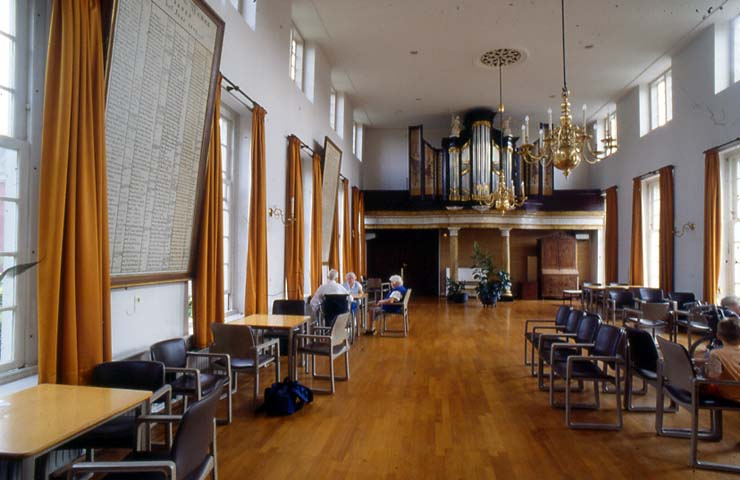
De historische kerkzaal van de Amstelhof met het Strümphlerorgel.

Het gebouw de Amstelhof is gelegen aan de Amstel tussen de Nieuwe Herengracht en de Nieuwe Keizersgracht. Het was eeuwenlang een tehuis voor bejaardenzorg. In 2009 werd het in gebruik genomen door het museum Hermitage Amsterdam, dat sinds 2023 het H'ART Museum heet. 

## Geschiedenis
Het is in 1681 in door de Diaconie van de Gereformeerde (later: Hervormde) Gemeente in monumentale klassieke stijl gebouwd als tehuis voor hulpbehoevende bejaarden (aanvankelijk alleen vrouwen, vanaf 1719 ook voor mannen). Oorspronkelijk droeg het gebouw de naam Diaconie Oude Vrouwenhuis, in de volksmond 'Besjeshuis' genoemd (oude besjes = oude vrouwen), totdat het na een verbouwing aan de achterzijde in 1718 was omgedoopt tot Diaconie Oude Vrouwen en Mannen Huis. De bouw, naar een ontwerp van stadstimmerman Hans Petersom, werd mogelijk gemaakt door een legaat en de schenking van de bouwgrond door het stadsbestuur.
in 1810 werd in de kerkzaal een pijporgel geplaatst van de orgelbouwer Johannes Stephanus Strümphler, na diens dood voltooid door Jan Jacob Vool. Het instrument heeft twee manualen, veertien registers en een aangehangen pedaal. 
De Amstelhof is ruim driehonderd jaar in gebruik gebleven voor huisvesting van bejaarden, het laatst als verpleeghuis. De beheerder achtte het gebouw niet langer geschikt voor verpleging en heeft het in 1999 aan de gemeente Amsterdam overgedragen. De laatste bewoners van het verpleeghuis vertrokken in maart 2007 naar twee nieuwbouwprojecten in Diemen en Nieuw-Vennep.

## Hermitage Amsterdam / H'ART Museum
Vervolgens werd het gebouw tussen 2007 en juni 2009 naar ontwerp van architect Hans van Heeswijk verbouwd tot museum, de Hermitage Amsterdam, toen een dependance van de Hermitage in Sint-Petersburg. Het museum werd op 20 juni 2009 geopend. Enkele ruimten, zoals de kerkzaal, de regentenkamers en de historische keuken werden gerestaureerd. De vleugels met de vroegere woonvertrekken zijn geheel uitgebroken en verbouwd tot expositiezalen. In september 2023 werd de naam H'ART Museum, nadat de Russische Hermitage als partner werd ingeruild voor drie andere buitenlandse musea.
Aan de achterzijde van het H'ART Museum liggen aan Nieuwe Herengracht de monumentale huizen: Het Corvershof (1722), en Amstelrank (1789). Aan de Nieuwe Keizersgracht liggen de Hodshonhof (1876) en De Van Limmikhof (1895). Deze panden, die oorspronkelijk ook ter diaconale verzorging van bejaarden en zieken werden gebouwd, maakten voor de opening van De Hermitage Amsterdam deel uit van het Amstelhoven-complex. De huizen zijn nog steeds in gebruik van aan de Protestante Diaconie Amsterdam verwante organisaties. In de, tussen het terras van het museumrestaurant Neva en de Weesperstraat gelegen grote gemeenschappelijke 'Mien Ruys' binnentuin van de huizen staat het voormalige lijkenhuisje Het Krekelhuis (1895), dat onderdak biedt aan Het Straatpastoraat. In Amstelrank is het Wereldhuis gevestigd, waar men vluchtelingen bijstaat.